# CITA
CITA er en forkortelse af Copenhagen Interbank Tomorrow/Next Average og er et sæt af dagligt offentliggjorte rentegennemsnit.